# غاري ولف
غاري ولف (بالإنجليزية: Gary Wolfe)‏ هو مصارع محترف أمريكي، ولد في 11 مارس 1967 في هاممونتون في الولايات المتحدة.

## روابط خارجية
- غاري ولف على موقع WrestlingData.com (الإنجليزية)
- غاري ولف على موقع CageMatch worker (الإنجليزية)
- غاري ولف على موقع قاعدة بيانات المصارعة على الإنترنت (الإنجليزية)
- غاري ولف على موقع عالم المصارعة على الإنترنت (الإنجليزية)